# لش‌ماهی دریاچه
لش‌ماهی دریاچه (نام علمی: Couesius plumbeus) نام یک گونه از تیره کپورماهیان است.